# كارين هانسن
كارين هانسن (بالإنجليزية: Karen Hansen)‏ هي كاتِبة أمريكية، ولدت في 1955 في تشيكو في الولايات المتحدة.